# Fromezey
Fromezey est une commune française située dans le département de la Meuse, en région Grand Est.

## Géographie

### Situation
Fromezey est située dans la plaine de la Woëvre, sur l'axe Verdun - Étain. Il est traversé par le ruisseau de Tavannes, un affluent de l'Orne.

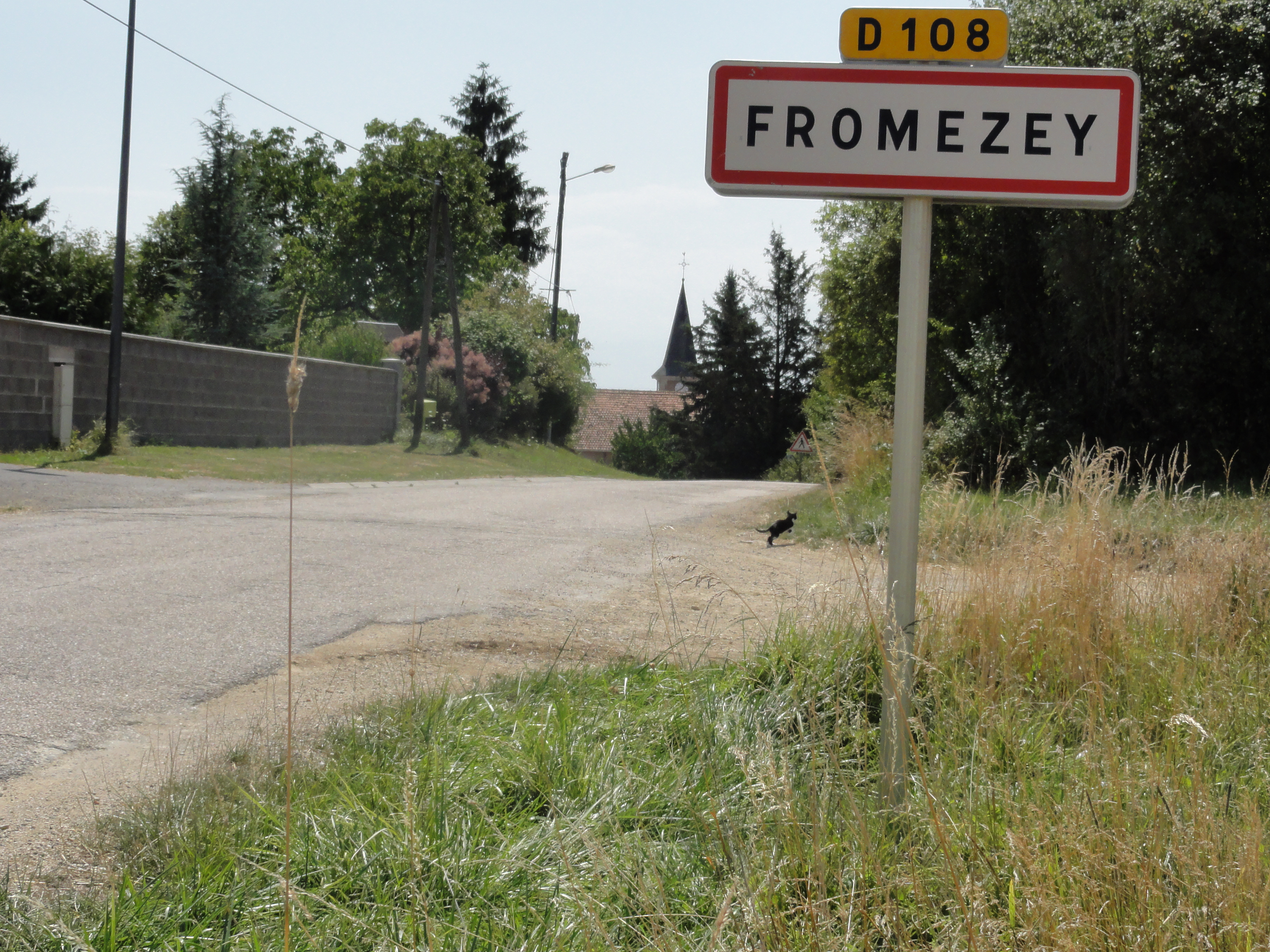
Entrée Nord de Fromezey par la route D108.

#### Communes limitrophes
| Morgemoulin          | Morgemoulin          | Foameix-Ornel |
| Morgemoulin          | Fromezey             | Foameix-Ornel |
| Abaucourt-Hautecourt | Abaucourt-Hautecourt | Étain         |

### Hydrographie

#### Réseau hydrographique
La commune est dans le bassin versant du Rhin au sein du bassin Rhin-Meuse. Elle est drainée par le ruisseau de Tavannes et le ruisseau de Perroi,.
Le ruisseau de Tavannes, d'une longueur de 13 km, prend sa source dans la commune de Eix et se jette  dans l'Orne à Étain, après avoir traversé sept communes. 

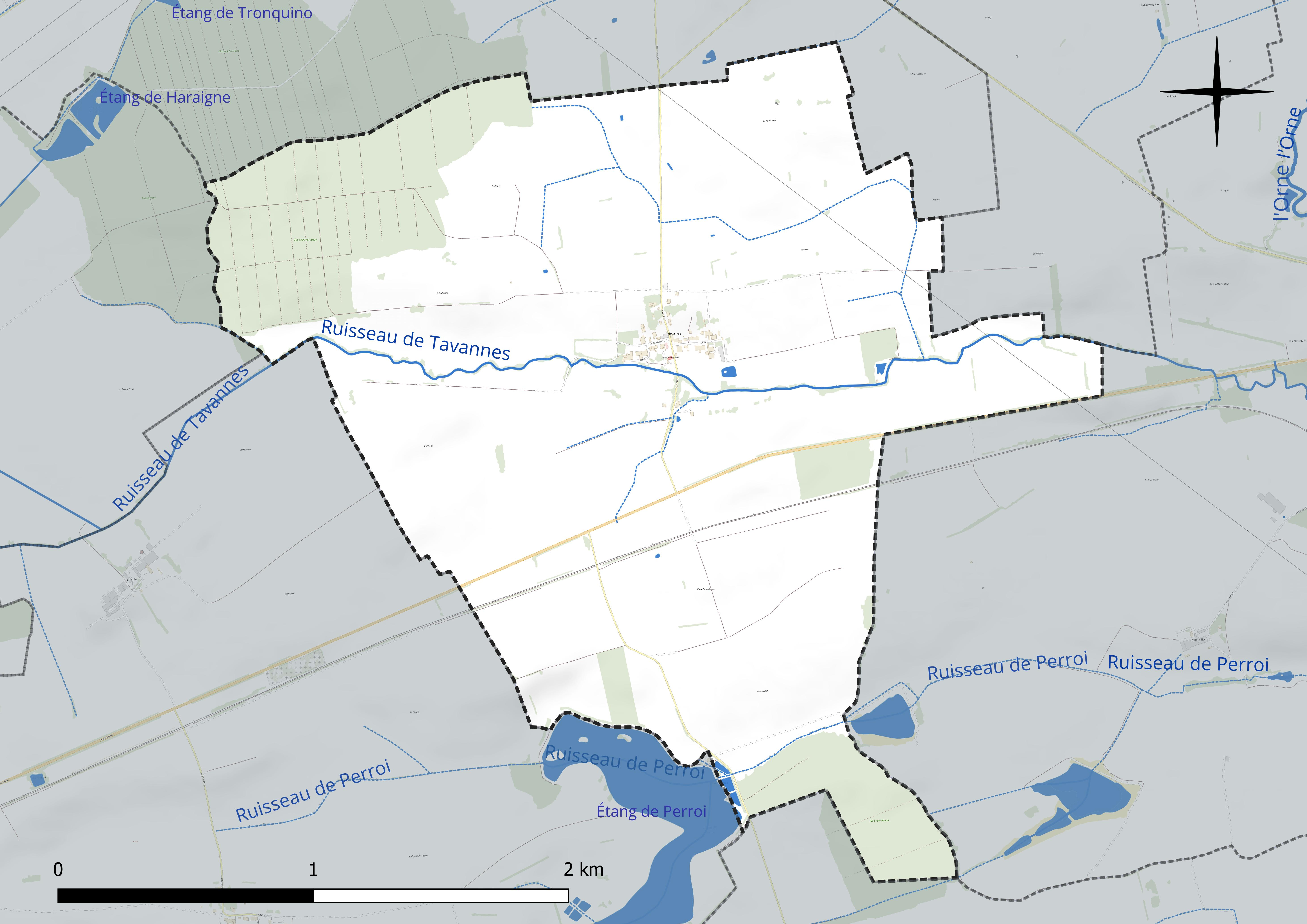
Réseau hydrographique de Fromezey.

Un plan d'eau complète le réseau hydrographique : l'étang de Perroi, d'une superficie totale de 27 ha (0,1 ha sur la commune),.

#### Gestion et qualité des eaux
Le territoire communal est couvert par le schéma d'aménagement et de gestion des eaux (SAGE) « Bassin ferrifère ». Ce document de planification concerne le périmètre des anciennes galeries des mines de fer, des aquifères et des bassins versants hydrographiques associés qui s’étend sur 2 418 km2. Les bassins versants concernés sont celui de la Chiers en amont de la confluence avec l'Othain, et ses affluents (la Crusnes, la Pienne, l'Othain), celui de l'Orne et ses affluents et celui de la Fensch, le Veymerange, la Kiesel et les parties françaises du bassin versant de l'Alzette et de ses affluents (Kaylbach, ruisseau de Volmerange). Il a été approuvé le 27 mars 2015. La structure porteuse de l'élaboration et de la mise en œuvre est la région Grand Est. 
La qualité des cours d’eau peut être consultée sur un site dédié géré par les agences de l’eau et l’Agence française pour la biodiversité. 

### Climat
Pour des articles plus généraux, voir Climat du Grand Est et Climat de la Meuse.
En 2010, le climat de la commune est de type climat des marges montargnardes, selon une étude du Centre national de la recherche scientifique s'appuyant sur une série de données couvrant la période 1971-2000. En 2020, Météo-France publie une typologie des climats de la France métropolitaine dans laquelle la commune est exposée à un climat océanique altéré et est dans la région climatique  Lorraine, plateau de Langres, Morvan, caractérisée par un hiver rude (1,5 °C), des vents modérés et des brouillards fréquents en automne et hiver. 
Pour la période 1971-2000, la température annuelle moyenne est de 9,5 °C, avec une amplitude thermique annuelle de 16,3 °C. Le cumul annuel moyen de précipitations est de 914 mm, avec 13,4 jours de précipitations en janvier et 9,4 jours en juillet. Pour la période 1991-2020, la température moyenne annuelle observée sur la station météorologique de Météo-France la plus proche, « Rouvres-en-woevre », sur la commune de Rouvres-en-Woëvre à 8 km à vol d'oiseau, est de 10,8 °C et le cumul annuel moyen de précipitations est de 668,3 mm. 
La température maximale relevée sur cette station est de 40,2 °C, atteinte le 24 juillet 2019 ; la température minimale est de −15,4 °C, atteinte le 7 février 2012,,. 
Les paramètres climatiques de la commune ont été estimés pour le milieu du siècle (2041-2070) selon différents scénarios d'émission de gaz à effet de serre à partir des nouvelles projections climatiques de référence DRIAS-2020. Ils sont consultables sur un site dédié publié par Météo-France en novembre 2022.

## Urbanisme

### Typologie
Au 1er janvier 2024, Fromezey est catégorisée commune rurale à habitat dispersé, selon la nouvelle grille communale de densité à sept niveaux définie par l'Insee en 2022.
Elle est située hors unité urbaine. Par ailleurs la commune fait partie de l'aire d'attraction de Verdun, dont elle est une commune de la couronne,. Cette aire, qui regroupe 103 communes, est catégorisée dans les aires de moins de 50 000 habitants,.

### Occupation des sols
L'occupation des sols de la commune, telle qu'elle ressort de la base de données européenne d’occupation biophysique des sols Corine Land Cover (CLC), est marquée par l'importance des territoires agricoles (85 % en 2018), une proportion identique à celle de 1990 (85 %). La répartition détaillée en 2018 est la suivante : 
terres arables (46,6 %), prairies (31,9 %), forêts (14,5 %), zones agricoles hétérogènes (6,5 %), eaux continentales (0,4 %). L'évolution de l’occupation des sols de la commune et de ses infrastructures peut être observée sur les différentes représentations cartographiques du territoire : la carte de Cassini (XVIIIe siècle), la carte d'état-major (1820-1866) et les cartes ou photos aériennes de l'IGN pour la période actuelle (1950 à aujourd'hui).

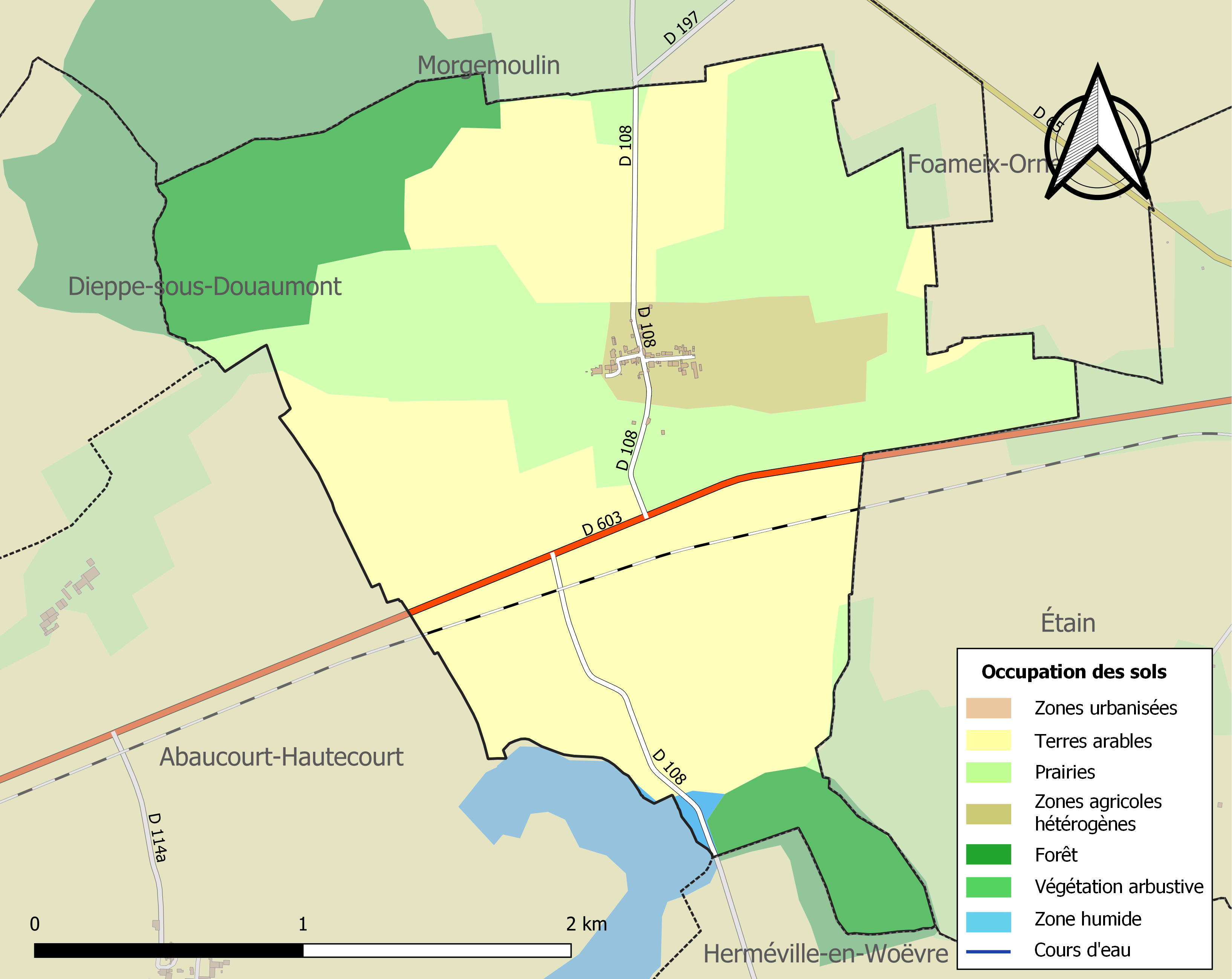
Carte des infrastructures et de l'occupation des sols de la commune en 2018 (CLC).

## Toponymie
Le nom de la localité est attesté sous les formes Frumitiaca-villa (IXe siècle) ; Frumisiacum (1049) ; Fremisey (1218) ; Fromeisy, Fromesi-le-Mesni (1549) ; Fremezey (1592) ; Fremezay (1656) ; Fremezé (1700) ; Fromesiæ, Fromezay (1738).

## Histoire
Durant la Première Guerre mondiale, le village fut entièrement évacué le 22 février 1916 puis détruit. L'emplacement du village se situait alors dans l'arrière ligne allemande. Le village fut reconstruit par la suite.

## Politique et administration
| Période                                  | Période  | Identité                                       | Étiquette | Qualité        |
| ---------------------------------------- | -------- | ---------------------------------------------- | --------- | -------------- |
| Les données manquantes sont à compléter. |          |                                                |           |                |
| mars 2001                                | En cours | Robert Gérardin Réélu pour le mandat 2020-2026 |           | Ancien employé |

## Population et société

### Démographie
L'évolution du nombre d'habitants est connue à travers les recensements de la population effectués dans la commune depuis 1793. Pour les communes de moins de 10 000 habitants, une enquête de recensement portant sur toute la population est réalisée tous les cinq ans, les populations de référence des années intermédiaires étant quant à elles estimées par interpolation ou extrapolation. Pour la commune, le premier recensement exhaustif entrant dans le cadre du nouveau dispositif a été réalisé en 2004.

En 2022, la commune comptait 65 habitants, en évolution de +27,45 % par rapport à 2016 (Meuse : −4,4 %, France hors Mayotte : +2,11 %).
| 1793 | 1800 | 1806 | 1821 | 1831 | 1836 | 1841 | 1846 | 1851 |
| ---- | ---- | ---- | ---- | ---- | ---- | ---- | ---- | ---- |
| 147  | 193  | 224  | 209  | 208  | 221  | 202  | 225  | 235  |

| 1856 | 1861 | 1866 | 1872 | 1876 | 1881 | 1886 | 1891 | 1896 |
| ---- | ---- | ---- | ---- | ---- | ---- | ---- | ---- | ---- |
| 215  | 210  | 193  | 200  | 190  | 193  | 191  | 179  | 167  |

| 1901 | 1906 | 1911 | 1921 | 1926 | 1931 | 1936 | 1946 | 1954 |
| ---- | ---- | ---- | ---- | ---- | ---- | ---- | ---- | ---- |
| 157  | 162  | 140  | 87   | 86   | 87   | 87   | 85   | 88   |

| 1962 | 1968 | 1975 | 1982 | 1990 | 1999 | 2004 | 2006 | 2009 |
| ---- | ---- | ---- | ---- | ---- | ---- | ---- | ---- | ---- |
| 90   | 75   | 61   | 66   | 55   | 68   | 64   | 62   | 55   |

| 2014 | 2019 | 2022 | - | - | - | - | - | - |
| ---- | ---- | ---- | - | - | - | - | - | - |
| 53   | 59   | 65   | - | - | - | - | - | - |

## Culture locale et patrimoine

### Lieux et monuments
- L'église Saint-Martin, reconstruite de 1928 à 1930, remplaçant celle de 1712/1783 ayant été détruite lors de la Première Guerre mondiale.
- Croix souvenir au cimetière.
- Monument aux morts au cimetière.
- Plaque commémorative du 150e RI à l'entrée du cimetière.
- Abri Kaiser implanté dans le village. Il possède des murs de 1,40 m d'épaisseur et a servi d'infirmerie durant la guerre des tranchées. Cet abri est entouré de plusieurs bunkers visibles dans les champs aux alentours.

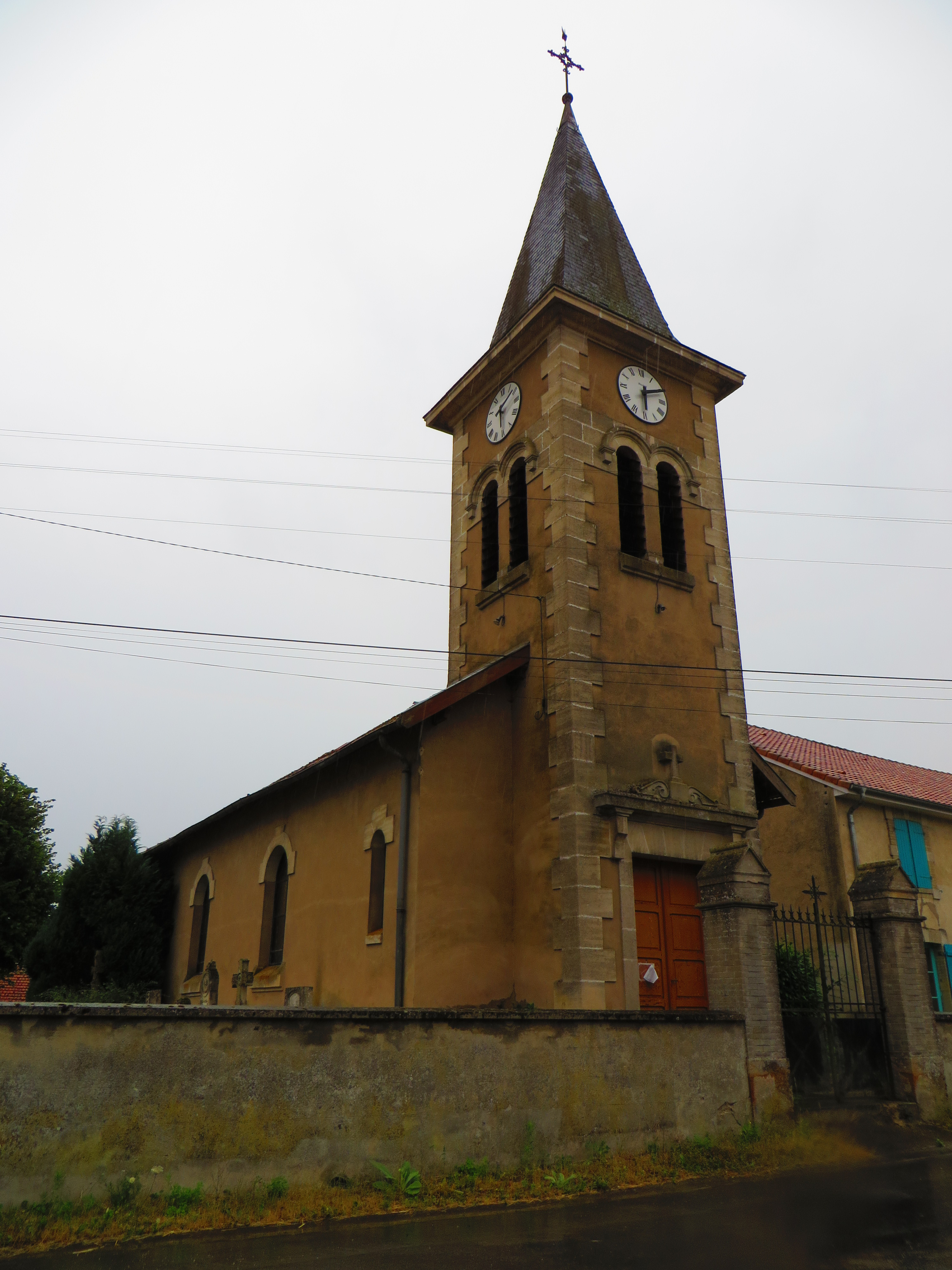
L'église Saint-Martin.
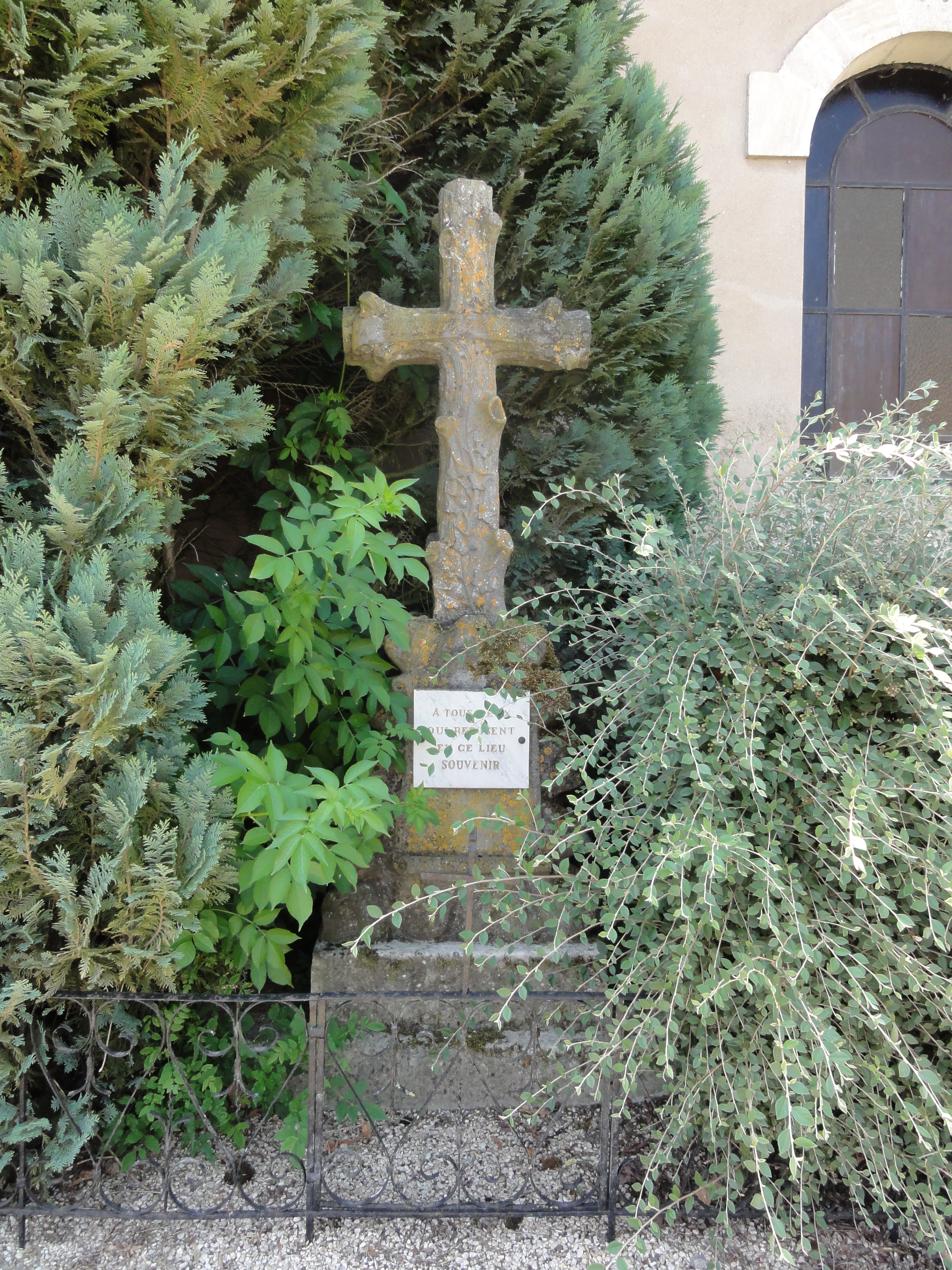
Croix souvenir cimetière.
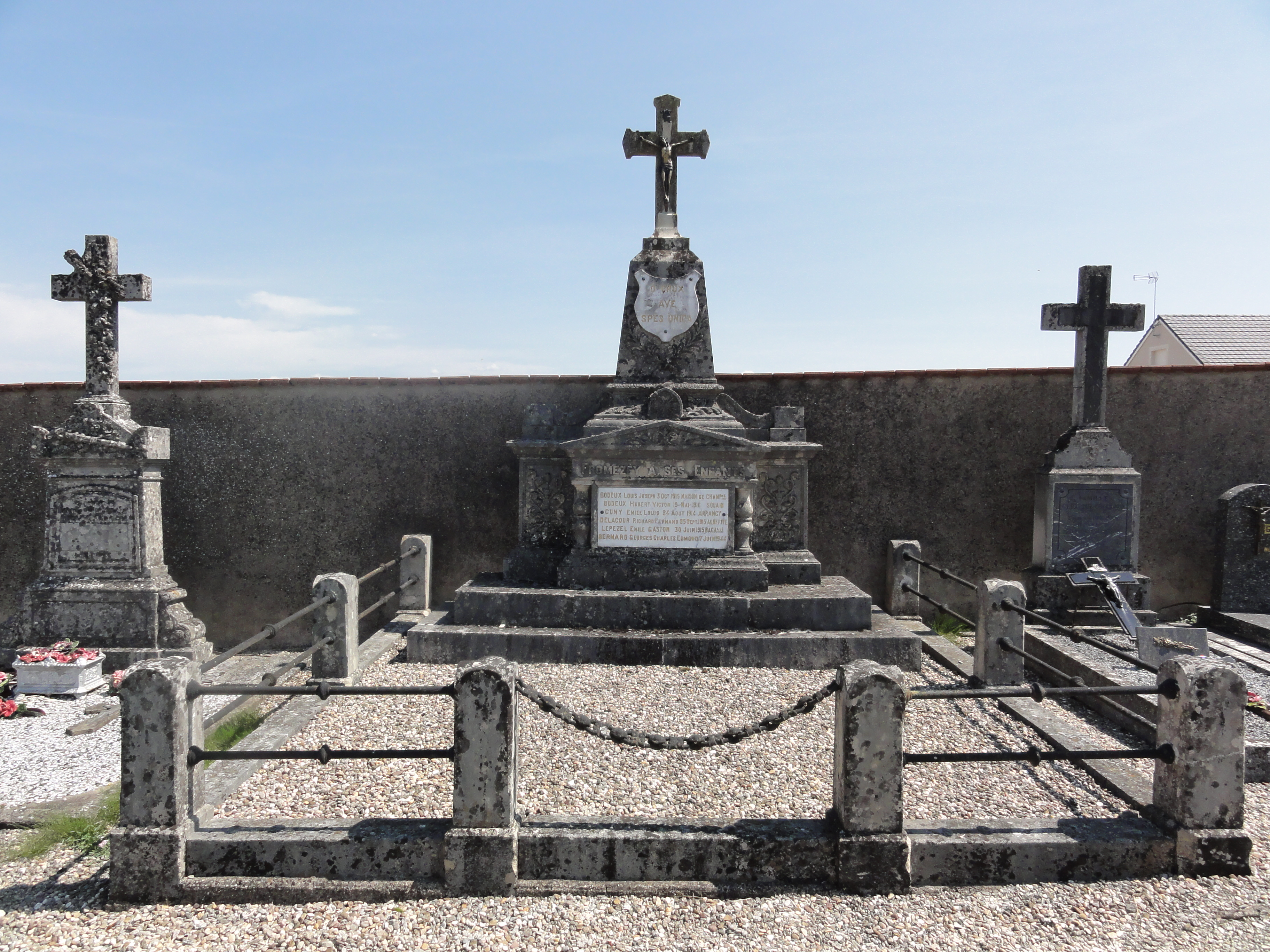
Monument aux morts.
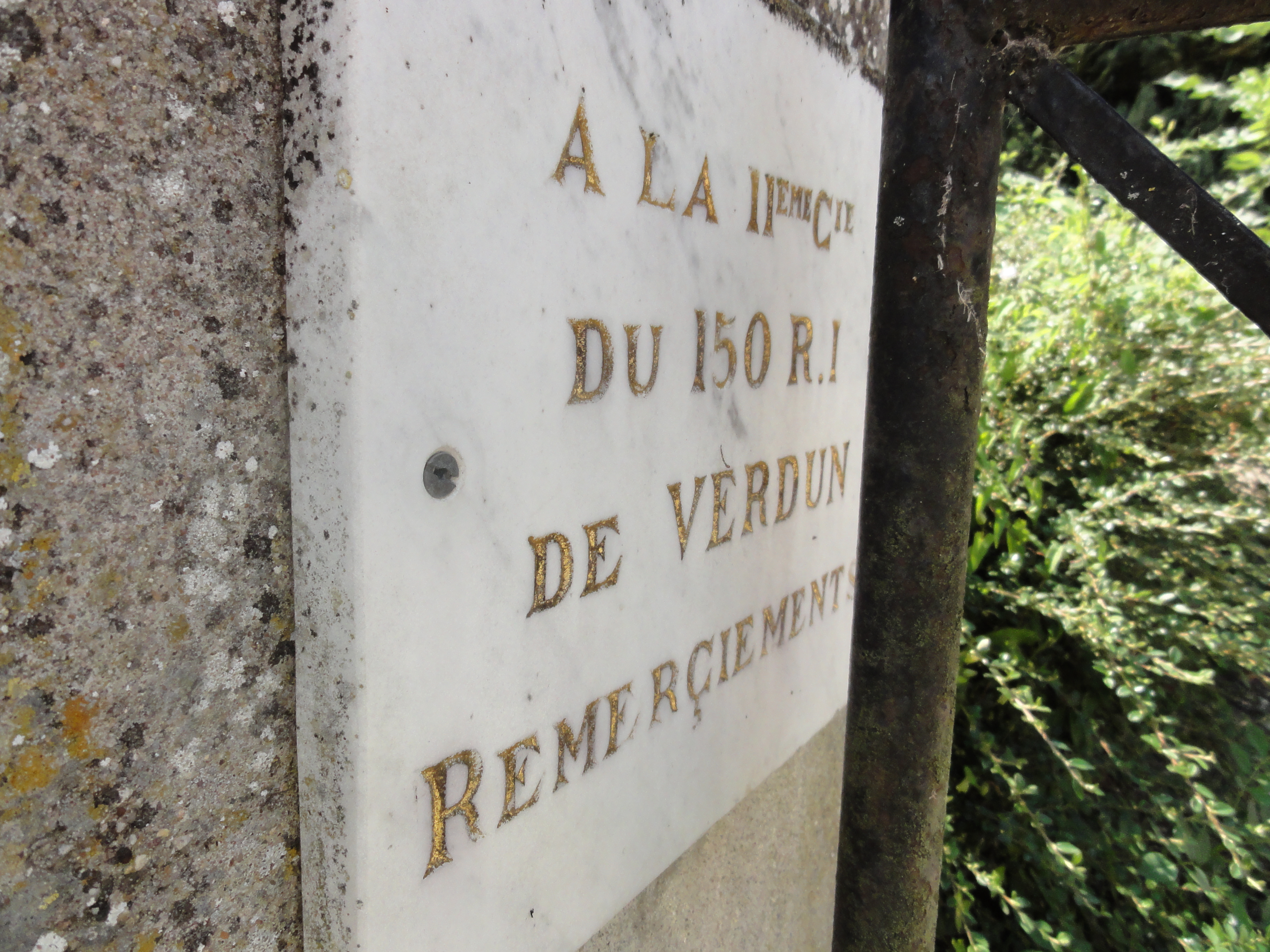
Plaque commémorative 150 RI.

### Héraldique
| Blason de Fromezey | Blason  | D'azur semé de croix recroisetées au pied fiché d'or ; à une oie contournée d'argent, becquée et membrée d'or et à une cigogne au naturel affrontée avec l'oie, brochant sur le tout. |
| Blason de Fromezey | Détails | Le statut officiel du blason reste à déterminer. |